# KIBAマーシャルアーツクラブ
KIBAマーシャルアーツクラブ（キバマーシャルアーツクラブ）は、日本の総合格闘技、キックボクシングのジム。会長はランボー松風。

## 概要
2002年に結成された「チームKIBA」が前身となり、2008年3月に常設ジムを東京都渋谷区幡ヶ谷にオープンした。

## 主な選手

### 歴代王者
- 港太郎（UKFミドル級王者、マーシャルアーツ日本キックボクシング連盟ミドル級王者）
- 昇侍

### 主な所属選手
- 大原樹理
- オーロラ☆ユーキ
- 劉獅